# Марковичи (Гомельский район)
Марковичи (бел. Ма́ркавічы) — деревня в Гомельском районе Гомельской области Республики Беларусь. Административный центр Марковичского сельсовета.

## География

### Расположение

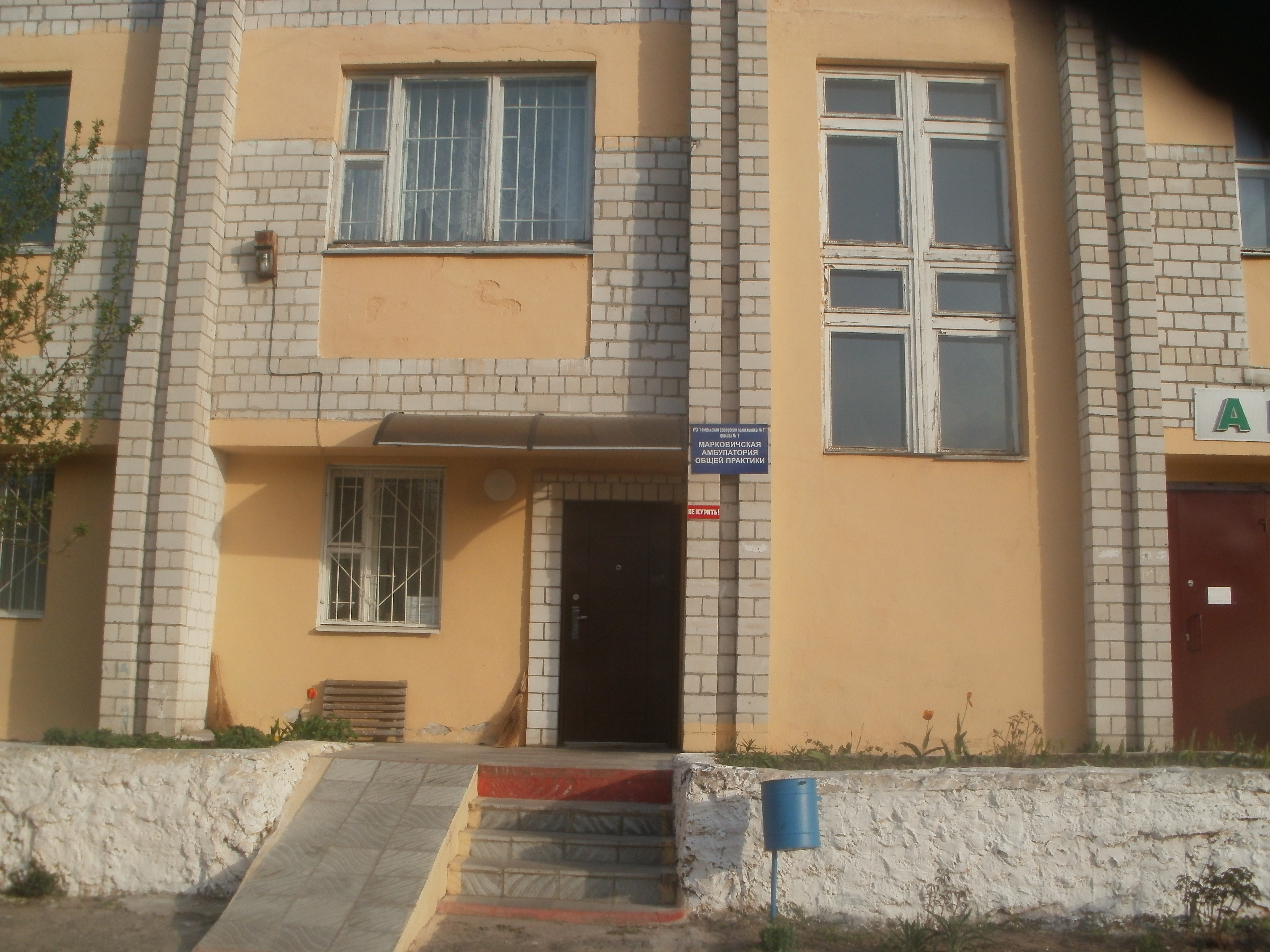
Амбулатория

В 4 км от железнодорожной станции Кравцовка (на линии Гомель — Чернигов), 35 км на юго-восток от Гомеля.

### Гидрография
Река Быковка (приток реки Немыльня).

## Транспортная сеть
Автодорога Будище — Гомель. Планировка состоит из прямолинейной улицы, ориентированной с юго-запада на северо-восток, перекрещенной на 3 короткой прямолинейной улицей. Застройка двусторонняя, преимущественно деревянная, усадебного типа. В 1986 году построено 106 кирпичных домов коттеджного типа, в которых разместились переселенцы из загрязненных радиацией мест в результате аварии на Чернобыльской АЭС.

## История
По письменным источникам известна с XVI века как деревня в Речицком повете Минского воеводства Великого княжества Литовского, великокняжеская собственность. Впервые упоминается в 1562-71 годах в материалах об уточнении границ между Великим княжеством Литовским и Черниговским княжеством. В 1640-х годах согласно инвентарю Гомельского староства село, 6 домов, 11 волов, 11 лошадей. В 1729 году построена деревянная Свято-Михайловская церковь. В 1771 году в селе размещалась таможня и корчма на 17 постояльцев.
После 1-го раздела Речи Посполитой (1772 год) в составе Российской империи. В 1791 году вместо обветшавшего построено новое деревянное здание церкви. В 1820 году начала работу школа. Центр Марковичской волости (до 9 мая 1923 года) Белицкого, с 1852 года Гомельского уезда Могилевской, с 26 апреля 1919 года Гомельской губернии. В состав волости в 1890 году входили 16 хуторов с общей численностью 1452 двора. С 1776 года во владении графа П.А. Румянцева-Задунайского, с 1834 года — князя И.Ф. Паскевича. В 1816 году в составе Николаевской экономии Гомельского поместья. В 1822-25 годах вместо, старой деревянной построена кирпичная церковь (архитектор Дж. Кларк). В 1824 году действовала церковно-приходская школа (27 учеников). В деревенском народном училище в 1856 году обучались 32 мальчика, в 1867 году 52 мальчика и 7 девочек. В 1875-78 годах открыты 3 круподробилки крестьянами Тимофеем Коребо, Самуилом Сергиенко и Яковом Романенко. В 1882 году 5 ветряных мельниц, 20 лавок, 2 постоялых двора, церковь, 2 еврейские молитвенные дома, волосное правление. Согласно переписи 1897 года располагались: церковь, народное училище, хлебозапасный магазин, трактир. В 1914 году построено 2-этажное школьное здание. В 1909 году 4411 десятин земли.
В 1926 году действовали почтовый пункт, начальная школа, отделение потребительской кооперации, изба-читальня, деревообрабатывающая артель. С 8 декабря 1926 года центр Марковичского сельсовета Носовичского, с 4 августа 1927 года Тереховского, с 25 декабря 1962 года Добрушского, с 18 января 1965 года Гомельского районов Гомельского округа (до 26 июля 1930 года), с 20 февраля 1938 года Гомельской области. В 1930 году организован колхоз «Красный стяг», работали 2 ветряные мельницы, конная круподробилка, кузница, гончарная артель. Во время Великой Отечественной войны в боях за деревню погибли 69 советских солдат (похоронены в братской могиле на северо-восточной окраине). Освобождена 27 сентября 1943 года. На фронтах и в партизанской борьбе погибли 164 жителя, в память о которых в 1968 году около клуба установлен обелиск. В 1959 году центр колхоза «Красный стяг». Расположены швейная мастерская, средняя школа, Дом культуры, библиотека, амбулатория, аптека, детский сад, отделение связи, столовая, 3 магазина, комплексный приёмный пункт бытового обслуживания населения.
В состав Марковичского сельсовета входил до 1974 года ныне не существующий в настоящее время посёлок Керамик.

## Население

### Численность
- 2004 год — 367 хозяйств, 886 жителей.

### Динамика
- 1798 год — 845 жителей.
- 1816 год — 150 дворов.
- 1834 год — 183 двора, 1130 жителей.
- 1882 год — 273 двора, 1575 жителей.
- 1897 год — 361 двор, 2087 жителей (согласно переписи).
- 1909 год — 483 двора, 3995 жителей.
- 1959 год — 1287 жителей (согласно переписи).
- 2004 год — 367 хозяйств, 887 жителей.

## Культура
- Дом культуры
- Этнографический музей ГУО «Марковичский средняя школа» (2014)

### Традиции
- Обряд «Вождение Сулы». Обряд получил статус историко-культурной ценности в 2019 году и включён в Государственный список историко-культурных ценностей Республики Беларусь.

## События и мероприятия
- Обряд «Вождение Сулы» (21 апреля 2025, Гадичево, Марковичи).

## Достопримечательность
- Братская могила (1943 г.) —  Историко-культурная ценность Республики Беларусь, шифр 313Д000213.
- Мемориал, посвящённый погибшим воинам.

## Известные уроженцы
- П. С. Новиков — комиссар Круглянской военно-оперативной группы партизанского движения во время Великой Отечественной войны в Могилёвской области.
- Т. В. Мельченко — белорусская поэтесса.
- Т. В. Цыганкова — белорусская поэтесса.